# Caligus balistae
Caligus balistae är en kräftdjursart som beskrevs av Japetus Steenstrup och Christian Frederik Lütken 1861. Caligus balistae ingår i släktet Caligus och familjen Caligidae. Inga underarter finns listade i Catalogue of Life.